# Domäne Dahlhausen

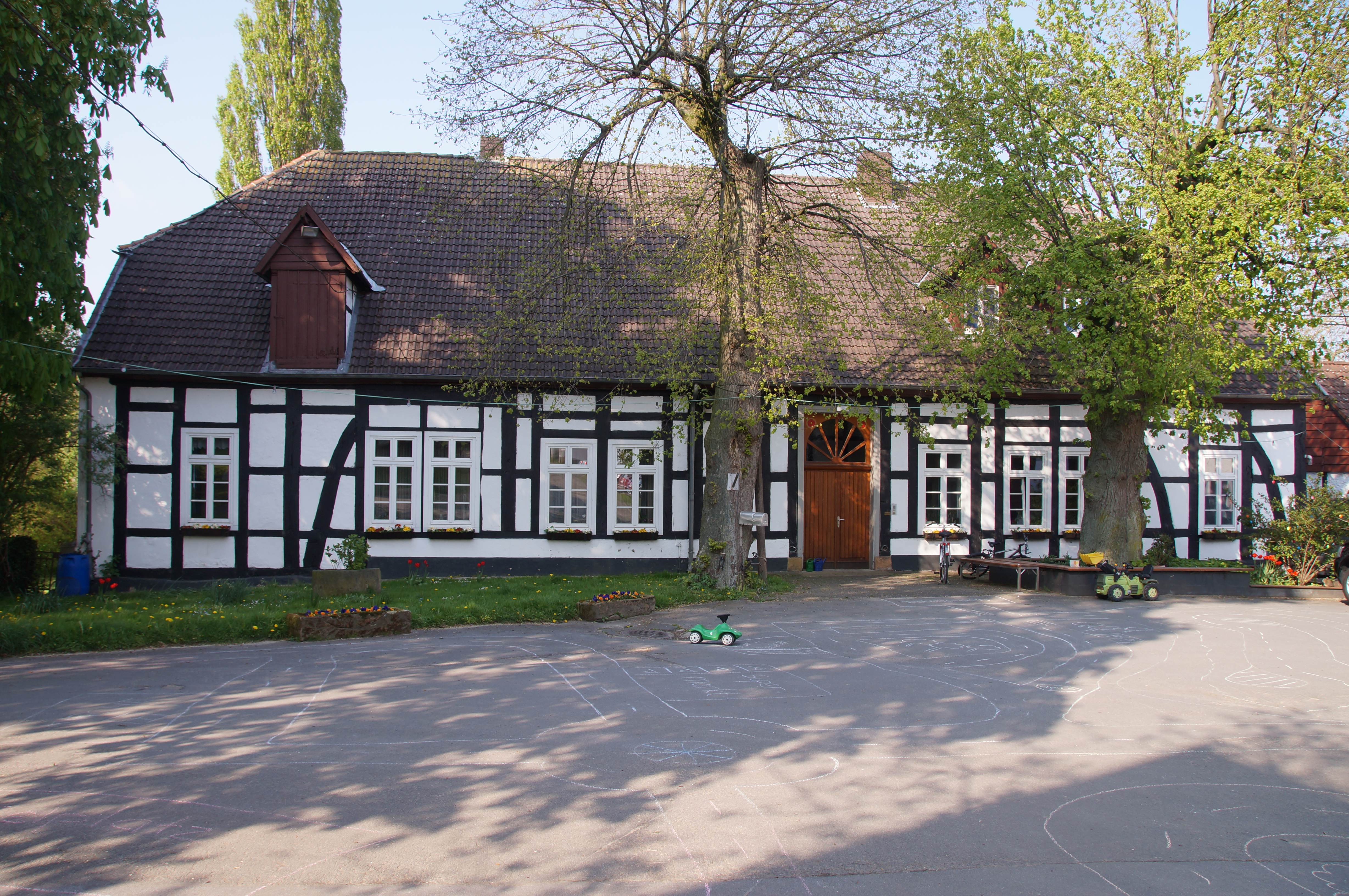
Domäne Dahlhausen, Haupthaus

Die Domäne Dahlhausen (auch Meierhof, Meierei, Rittergut) liegt im Ortsteil Greste der Gemeinde Leopoldshöhe im Kreis Lippe in Nordrhein-Westfalen.

## Lage und Bezeichnung
Dahlhausen liegt in einer Niederung an der Windwehe. Nach der ersten Erwähnung im Jahr 1467 als Dalhusen sind im Laufe der Jahrhunderte folgende Versionen belegt: Dailhussen (1507), Daelhusenn (1535), Dalhusen (1562), Dahlhusen (1589/90), Dalhausen (um 1625, im Landschatzregister) und Dahlhausen (um 1758).
Der Hof ist namensgebend für den nahegelegenen Waldfriedhof Dahlhausen.

## Geschichte
Ursprünglich als Meierhof gegründet wurde Dahlhausen 1492 zum Rittergut, in dem Albert von dem Busche das Anwesen übernahm. Ab 1521 gehörte es der Familie von Exterde. Ab 1848 kam es in den Besitz der fürstlich Lippischen Rentkammer und wurde zur Domäne. Um das Jahr 1625 wird für das Gut als adeliger Landtsaße Wittibe von Exter zue Herberhausen beschrieben. Im Jahr 1786 wird es als landtagsfähiges Gut erwähnt unter den übrige(n) adelige(n) und schriftsässige(n) Güter(n) als herfordisches Lehn, das dem Herrn Hauptmann von Exterde zu Ahmsen gehört.
Im Jahr 1886 wird eine Betriebsgröße von 92 Hektar (plus 2 Hektar Streuparzellen) ausgewiesen. Als Pächter zahlte Albrecht Seppmeier im Jahr 1921 2401 Mark für 46 Hektar.

### Einwohnerentwicklung
| Jahr | Einwohner | Quelle |
| ---- | --------- | ------ |
| 1875 | 134       | [ 4 ]  |
| 1882 | 147       | [ 5 ]  |
| 1898 | 57        | [ 6 ]  |

## Gebäude

### Hauptgebäude
Das Haupthaus ist ein Vierständerbau aus der zweiten Hälfte des 16. Jahrhunderts. Das verbretterte Giebeldreieck kragt über Knaggen vor. An den Traufseiten finden sich Kopfbänder.

### Wassermühle
Die Wassermühle an der Windwehe befindet sich unweit vom Haupthaus der Domäne. Die Windwehe wird dort für den Mühlenbetrieb gestaut. In den 1840er Jahren wurde das vorherige Mühlenhaus ersetzt. Die Wassermühle und die Windmühle waren seit 1892 von der Familie Tölke gepachtet, die die Wassermühle 1960 vom Landesverband Lippe kaufte. Westlich von der Mühle beginnt das Naturschutzgebiet Windwehetal.

### Windmühle
Die Dahlhauser Windmühle wurde 1836 mit verputztem Feldsteinmauerwerk errichtet. Sie wurde von der Domänenverwaltung unweit der Wassermühle auf der Südseite des Evenhauser Berges gebaut, um in wasserarmen Zeit mahlen zu können. Sie hat daher kein Müllerhaus. Im Jahr 1925 verlor sie in einem Sturm einen ihrer Flügel. Darauf wurde sie stillgelegt. Danach diente sie als Jugendtreff, als Beobachtungsposten für die Luftwaffe im Zweiten Weltkrieg, als Flüchtlingsunterkunft, als Notwohnung, Jagdhütte, erneut als Jugendtreff und dann als privates Wohnhaus.